# Lucien Quélet
Lucien Quélet (14. července 1832 – 25. srpna 1899) byl francouzský přírodovědec a mykolog. Objevil několik druhů hub a byl zakladatelem Société mycologique de France, společnosti zaměřené na studium mykologie..

## Život
Quélet poté, co se narodil v Montecheroux v rodině sedláka, brzy osiřel a byl vychován svými tetami. V mládí prokázal velký zájem o mykologii a botaniku, ale i další oblasti, například ornitologii. Studoval na vysoké škole Montbéliard a později studoval medicínu ve Štrasburku. Zemřel v roce 1899.

## Práce
V roce 1884 založil mykologickou společnost Société mycologique de France. V roce 1888 napsal knihu Flore mycologique de la France et des pays limitrophes (Mykologická flóra Francie a sousedících zemí).
Popsal také řadu druhů hub, například:
- Bedla kaštanová[2]
- Bondarcevka horská
- Čirůvka tygrovaná
- Holubinka ametystová
- Hřib meruňkový
- Kyj uťatý
- Muchomůrka drsná
- Pečárka opásaná

Po Lucienu Quéletovi bylo pojmenováno množství objevených druhů jako pocta jeho práce v mykologii:
- chřapáč Quéletův
- hřib Quéletův
- holubinka Quéletova.